# Magali (véhicule)
Pour les articles homonymes, voir Magali.

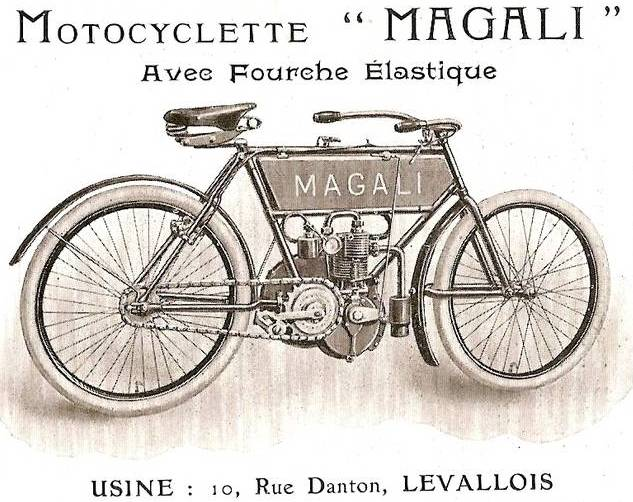
Moto Magali.

Magali était une marque française de voitures et de motos,,.

## Historique
La société Gayon et Cie de Levallois-Perret commence à produire des automobiles et des motos en 1905, commercialisées sous le nom de Magali. La production a pris fin en 1906.

## Automobiles
Deux modèles sont proposés. Il s'agit de la 10 CV et de la 30 CV. Le châssis et quelques autres pièces proviennent de Lacoste & Battmann.